# Lavrîkivți, Zboriv
Lavrîkivți (în ucraineană Лавриківці) este un sat în comuna Zaruddea din raionul Zboriv, regiunea Ternopil, Ucraina.

## Demografie
Componența lingvistică a localității Lavrîkivți
     Ucraineană (100%)
Conform recensământului din 2001, toată populația localității Lavrîkivți era vorbitoare de ucraineană (100%).